# Lexiconul de istorie al Elveției
Lexiconul de istorie al Elveției (prescurtat HLS, DHS, DSS sau LIR) este un proiect din anul 1988, care este în curs de realizare. El caută să arate gradul de cunoștințe atins la nivelul actual despre istorie, aceste cunoștințe fiind prezentate sub forma unui lexicon. Lucrarea este realizată sub patronajul Academiei elvețiene pentru cultura socială, istorie. La redactarea enciclopediei lucrează 2500 de autori. Enciclopedia va avea probabil un număr de 13 volume, cuprinzând 40000 de articole.

## Ediții
- Historisches Lexikon der Schweiz (HLS), Schwabe AG, Basel, ISBN: 3-7965-1900-8 (2002–)
- Dictionnaire historique de la Suisse (DHS), Editions Gilles Attinger, Hauterive, ISBN: 2-88256-133-4 (2002–)
- Dizionario storico della Svizzera (DSS), Armando Dadò editore, Locarno, ISBN: 88-8281-100-X (2002–)
- Lexicon Istoric Retic (LIR), Kommissionsverlag Desertina, Chur, ISBN: 978-3-85637-390-0 (vol.1: Abundi à Luzzi), ISBN: 978-3-85637-391-7 (vol. 2: Macdonald à Zwingli)

## Legături externe
- DHS/HLS/DSS online edition in German, French and Italian
- Lexicon Istoric Retic (LIR) online edition in Romansh